# Château de Jouaignes
Le château de Jouaignes est un château situé à Jouaignes, en France.

## Description
Le château de Jouaignes est édifié au XVIIIe siècle et remanié au XXe siècle. Il est classé Monument historique. Ce château est l'ancienne résidence de la famille de Châtillon, puis de la famille de Wolbock, originaire du duché de Gueldre.

## Localisation
Le château est situé sur la commune de Jouaignes, dans le département de l'Aisne.

## Historique
Le monument est inscrit au titre des monuments historiques en 1982.